# Ippodromo Sant'Artemio
Ippodromo Sant'Artemio är en travbana i Treviso i provinsen Treviso i Italien.

## Om banan
Ippodromo Sant'Artemio ligger strax norr om Treviso. Anläggningens totala yta är 181 000 kvadratmeter.
Huvudbanan är 1 000 meter lång och har en maximal bredd på 25 meter på raksträckorna och minst 20 meter i kurvorna. På anläggningen finns även en galoppbana som är 1 400 meter lång.
Stallbacken har ca 230 boxplatser för hästar, och har även en veterinärsklinik i anslutning. Publikområdet rymmer cirka 10 000 personer, och har 700 sittplatser kring huvudläktaren, och ytterligare 300 platser på de två sidoläktarna.

## Större lopp
Banans största lopp är Gran Premio Citta di Treviso, som körs över 1 609 meter på hösten. Loppet är öppet för 4-åriga och äldre varmblodiga travhästar. Bland framstående vinnare kan bland annat Exploit Caf, El Nino och Mack Grace Sm nämnas. Den italienske kusken och tränaren Alessandro Gocciadoro har segrat i loppet 2015, samt 2017–2019.